# Summer Madness
《Summer Madness》是日本音樂團體第三代J Soul Brothers的第18張單曲。於2015年7月8日由rhythm zone發售。

## 概要
- A面曲《Summer Madness》是第三代J Soul Brothers與荷蘭的音樂製作人及唱片騎師艾佛傑克（Afrojack）的合作單曲，亦是航空公司ANA「2015 夏の旅割」的電視廣告歌曲。
- 有別於前作，此單曲並未收錄任何B面曲。
- 此單曲有2個版本，分別有「CD+DVD」和「CD ONLY」。「CD+DVD」收錄了《Summer Madness》的Music Video。
- 在7月20日於公信榜单曲週排行榜取得第1位。
- 在第48屆日本有線大獎獲得「有線音楽優秀獎」及「日本有線大賞」，同年年末在第66回NHK紅白歌合戰演唱其歌曲。

## 收錄曲目

### CD
1. Summer Madness
（作詞：STY　作曲：AFROJACK/STY）
2. Summer Madness -Apster Remix-
3. Summer Madness -SHINICHI OSAWA Remix-
4. Summer Madness -PKCZ® Remix-
5. Summer Madness（Instrumental）

### DVD
1. Summer Madness（Music Video）

## 外部連結
- YouTube上的Summer Madness